# Ilfov
Ilfov je župa v Rumunsku. Leží ve Valašsku, v těsném sousedství hlavního města země – Bukurešti. Má rozlohu 1 583 km²

## Charakter župy
Župa zabírá malou část valašské nížiny, hraničí s župami Ialomița a Călărași na východě, Dâmbovița na západě, Prahova na severu a Giurgiu na jihu. Hlavním městem je oficiálně Buftea, některé správní úřady sídlí ale i v okolních městech. Během doby socialismu tu byly jen vesnice, po jeho pádu tu však začala vznikat příměstská oblast Bukurešti; díky tomu je tak Ilfov nejbohatší župou v celém Rumunsku. Územím župy, hlavním dopravním uzlem s názvem Otopeni, prochází několik dálnic a železničních tratí, spojujících hlavní město se zbytkem země. Kdysi to bývala jedna z největších žup v zemi, v roce 1972 ale většina jejího území byla přidělena jejím sousedům; z Ilfova se tak stala jen metropolitní oblast hlavního města. Sám název Ilfov pochází od místní řeky a má slovanský původ.